# Abnarrabí
Cresques Aviatar (Lérida, siglo XV; también aparece en las fuentes como Abiatar, Abiabar, Abiabad o Abiataz Aben), más conocido como Abnarrabí (en fuentes menores, Abenrabí), fue un cirujano, oftalmólogo y astrólogo cabalista judeo-catalán de la Corona de Aragón, conocido por las operaciones de catarata que realizó al rey Juan II de Aragón (el Grande), padre de Fernando el Católico, las cuales le salvaron de la práctica ceguera de la que padecía en ambos ojos desde hacía años debido a esta enfermedad.

## Biografía
Abnarrabí cursó su primera carrera en Artes en la Escuela Rabínica de Lérida, su ciudad natal. Aún siendo joven se vio obligado a dejar la ciudad después de que las autoridades locales consiguieran que María de Castilla, reina consorte de Aragón, intercediera ante su marido, el rey Alfonso el Magnánimo, para que revocase los «privilegios» de los judíos leridanos, dictando nuevas ordenanzas muy restrictivas que en poco tiempo conllevaron a que el Call de Lérida fuese despoblándose rápidamente. Una de estas restricciones prohibía que un médico judío atendiera a un paciente cristiano, a pesar de la mayor pericia de los judíos en campos como la cirugía.
Por consiguiente, Abnarrabí se trasladó con sus hermanos a Zaragoza, capital del Reino de Aragón y ciudad abierta para los judíos, donde, debido a sus inclinaciones científicas, optó por estudiar medicina. Tras graduarse en 1459, solicitó al ya rey Juan II la preceptiva autorización para examinarse y poder ejercer de médico. Este se la concedió y tras aprobar el examen ante el protomédico real, Juan de Vesach, empezó a ejercer de médico en la ciudad. Como rey de Aragón, Juan II se mostraba más tolerante hacia los judíos que su predecesor, por lo que Abnarrabí, tras notar que la situación de la judería leridana había mejorado, decidió establecerse en su provincia natal, primero en Cervera y luego en Lérida, su ciudad natal, donde se especializaría en el tratamiento de las enfermedades de los ojos y su cirugía. En cambio, su hermano Dulce Abiatar, quien obtuvo también la licencia para ejercer de médico ya en 1456, optó por quedarse en la aljama de Zaragoza, donde ganó fama y una gran fortuna.
La inclinación por la oftalmología de Abnarrabí se atribuye a que, estando en Cervera, conoció a un tal maestro Johan, un médico judío francés que se dedicaba a atender a enfermos de patologías oculares, especialmente los que padecían cataratas. Abnarrabí adquiriría mucha experiencia y fama en este campo, y se convertiría en el único facultativo con estas competencias en toda la región.

## Operación de cataratas de Juan II de Aragón
El prestigio de Cresques Aviatar explica que el propio rey Juan II solicitara sus servicios en 1468, cuando ya hacía siete años que había perdido la vista y después de que fallaran todos los tratamientos prescritos por el médico real, Juan de Rivesaltes, y sus anteriores. La reina pidió entonces consulta a Cresques, quien recomendó la intervención y, para convencer a la familia real de sus ventajas, procedió a operar las cataratas de dos enfermos de edad similar a la del rey, y ambos recuperaron la visión. Sin embargo, la reina se opuso finalmente a la operación temiendo por la salud de su esposo, y solo tras su muerte, y con una frustración cada vez mayor por una discapacidad que le impedía ocuparse de los asuntos del reino, el rey convocó al cirujano solicitando la operación. El aprecio del rey por Abnarrabí era tal, que se dirigía a él durante todo ese tiempo con el respetuoso título de «rabí».
En aquellos tiempos medicina, religión y astrología eran conceptos estrechamente ligados, y Abnarrabí, con sus conocimientos de la astrología en la Cábala judía, informó al rey que estaba de suerte, ya que el próximo día 11 de septiembre (una fecha cercana a la consulta) la configuración del esquema planetario (alineación de las estrellas) iba a ser favorable a una intervención exitosa. La operación del ojo derecho, que se llevó a cabo en el día indicado, resultó exitosa, ya que el rey cobró su visión en este ojo casi de inmediato.
El rey, muy contento con los resultados de la operación, solicitó a Abnarrabí que procediera con la intervención en su ojo izquierdo. Sin embargo, consultando con sus mapas astrológicos, este le informó de que no iba a poder realizar esta operación por muchos años. Según algunas fuentes, es posible que esta pronunciación se debió a que el cirujano temiera no poder repetir el mismo resultado. El rey, sin embargo, insistió, tras lo cual el cirujano judío encontró una fecha alternativa, el 12 de octubre a las 15:30; esta operación resultó igual de exitosa, ya que el rey recuperó su visión en este ojo también. Se conserva una carta autógrafa de Abnarrabí, fechada en Lérida el día 28 de septiembre de 1468, en la que comunica al rey de la posibilidad, en caso de que insistiera, de esa fecha alternativa.
En su gran obra Historiae de rebus Hispaniae Libri (Historia General de España), Juan de Mariana describe a Abnarrabí como gran médico y astrólogo en su relato sobre las hazañas del príncipe Fernando en las campañas gerundenses. Cuenta que tras la toma de Berga:

...se comenzaron á mejorar las cosas, mayormente que el Rey de Aragon á la misma sazon recobró la vista, cosa de milagro. Fué así que un Judío natural de Lérida llamado Abiabar, gran médico y astrólogo, se encargó de la cura, y mirado el aspecto de las estrellas, á once de setiembre con una aguja le derribó la catarata del ojo derecho con que de repente comenzó á ver. Rehusaba el Judío volver á probar cosa tan peligrosa como aquella: decia que el aspecto de las estrellas ni era ni seria en mucho tiempo favorable, y que bastaba servirse del un ojo: á qué propósito intentar con peligro lo que excedia las fuerzas humanas? Parecia bien lo que decia á los mas prudentes; pero como quier que el Rey hiciese instancia, á doce de octubre se volvió á la misma cura, con que quedó tambien sano el ojo izquierdo. Esta alegría que por la salud del Rey fué como era razon muy grande, se aumentó mucho y en breve por alzarse el cerco de Girona...

 Los resultados de las operaciones de las cataratas de Juan II de Aragón fueron tan inesperados a los ojos de la población, que muchos les atribuyeron rasgos milagrosos. A pesar de ser realizadas por un judío, y puede que precisamente debido a ello, se atribuyó el milagro a Santa Engracia. El rey hasta mandó construir un monasterio de jerónimos a nombre de esta santa zaragozana en el lugar en el que fue enterrada, una misión cumplida años más tarde por los Reyes Católicos.
Juan II murió en 1479 en Barcelona a los 80 años, sin haber sufrido ningún otro problema visual. Cresques Aviatar fue el encargado de pronunciar el sermón en el acto del funeral, cosa poco común para súbditos judíos en la Europa medieval.

## En los medios
En la serie de Televisión Española Isabel, se retrata a Fernando el Católico como crítico con la decisión de su padre y con una hostilidad pronunciada hacia la persona de Abnarrabí. Si bien Fernando, que ese mismo año de 1468 recibió de su padre el título de rey de Sicilia con diecisiete años de edad, estuvo presente en Aragón aquellos días por los conflictos en Cataluña, a pesar de su conocida hostilidad hacia los judíos no se menciona en ninguna fuente este comportamiento particular.